# Gustav Neumann
Gustav Richard Ludwig Neumann (ur. 15 grudnia 1838 w Gliwicach, zm. 16 lutego 1881 w Allenbergu koło Wehlau) – niemiecki szachista.

## Życiorys
Urodził się w 1838 roku w Gliwicach jako syn drukarza Gustava Neumanna. Uczęszczał do gimnazjum w Gliwicach, następnie wyjechał do Wrocławia i Berlina studiować medycynę. Porzucił jednak studia i poświęcił się grze w szachy. Szybko zyskał sławę i był jednym z najbardziej uznanych niemieckich szachistów w latach 60. XIX wieku. Adolf Anderssen chętnie grywał z nim podczas swoich corocznych wyjazdów do Berlina. W 1865 roku wziął udział w turnieju Berliner Schachgesellschaft i wygrał z rezultatem +34, −0, =0. W tym samym roku wziął udział w Westdeutschen Schachkongress w Elberfeld i również wygrał wszystkie partie.
W 1867 zadebiutował w rozgrywkach międzynarodowych, zajmując w Paryżu 4. miejsce. W tym samym roku wygrał turniej w Dundee (drugie miejsce zajął Wilhelm Steinitz), natomiast w 1872 był drugi w Altonie (za Adolfem Anderssenem). W 1864 został redaktorem „Neue Berliner Schachzeitung” i działał jako publicysta. Książki szachowe wydawane przez niego w kolejnych latach były bardzo popularne i tłumaczone na wiele języków.
W 1869 postanowił przenieść się do Paryża i tam ukończyć swoje studia. W grudniu 1869 przeszedł jednak załamanie nerwowe i trafił do paryskiego zakładu dla chorych umysłowo. W marcu 1870, z pomocą przyjaciół, powrócił do Niemiec, jednak resztę życia spędził głównie w zakładach psychiatrycznych. W okresach remisji choroby brał udział w konkursach szachowych; w 1870 w Baden-Baden był trzeci (pokonał Adolfa Anderssena 2:0). Po raz ostatni grał w 1872 w Altonie, zdobywając drugą nagrodę. Zmarł w wieku 42 lat w Allenbergu koło Wehlau w Prusach Wschodnich. Nie założył rodziny. Do śmierci opiekował się nim młodszy brat Carl Friedrich (1841-1928).
Przyczyny choroby umysłowej Gustava upatrywano w wypadku w drukarni ojca, któremu uległ w dzieciństwie. Rodzina obwiniała o przyczynienie się do choroby grę w szachy, i po śmierci w gliwickiej rodzinie Neumannów zarzucono tę grę. Neumann był wspominany jako wyjątkowo sympatyczny i miły w obejściu człowiek, ale z zawsze poważnym wyrazem twarzy.
Według retrospektywnego systemu Chessmetrics, najwyżej sklasyfikowany był w grudniu 1868 r., zajmował wówczas 1. miejsce na świecie.

## Dzieła
- Berthold Suhle, Gustav Neumann: Die neueste Theorie und Praxis des Schachspiels seit dem Schachcongresse zu New-York i. J. 1857. Julius Springer, Berlin 1865
- Leitfaden für Anfänger im Schachspiel. Julius Springer, Berlin 1865
- A. Anderssens Schachpartieen (sic) aus den Jahren 1864 und 1865. Julius Springer, Berlin 1866
- Das Schachspiel und seine Abarten. Julius Springer, Berlin 1867